# 沼田町

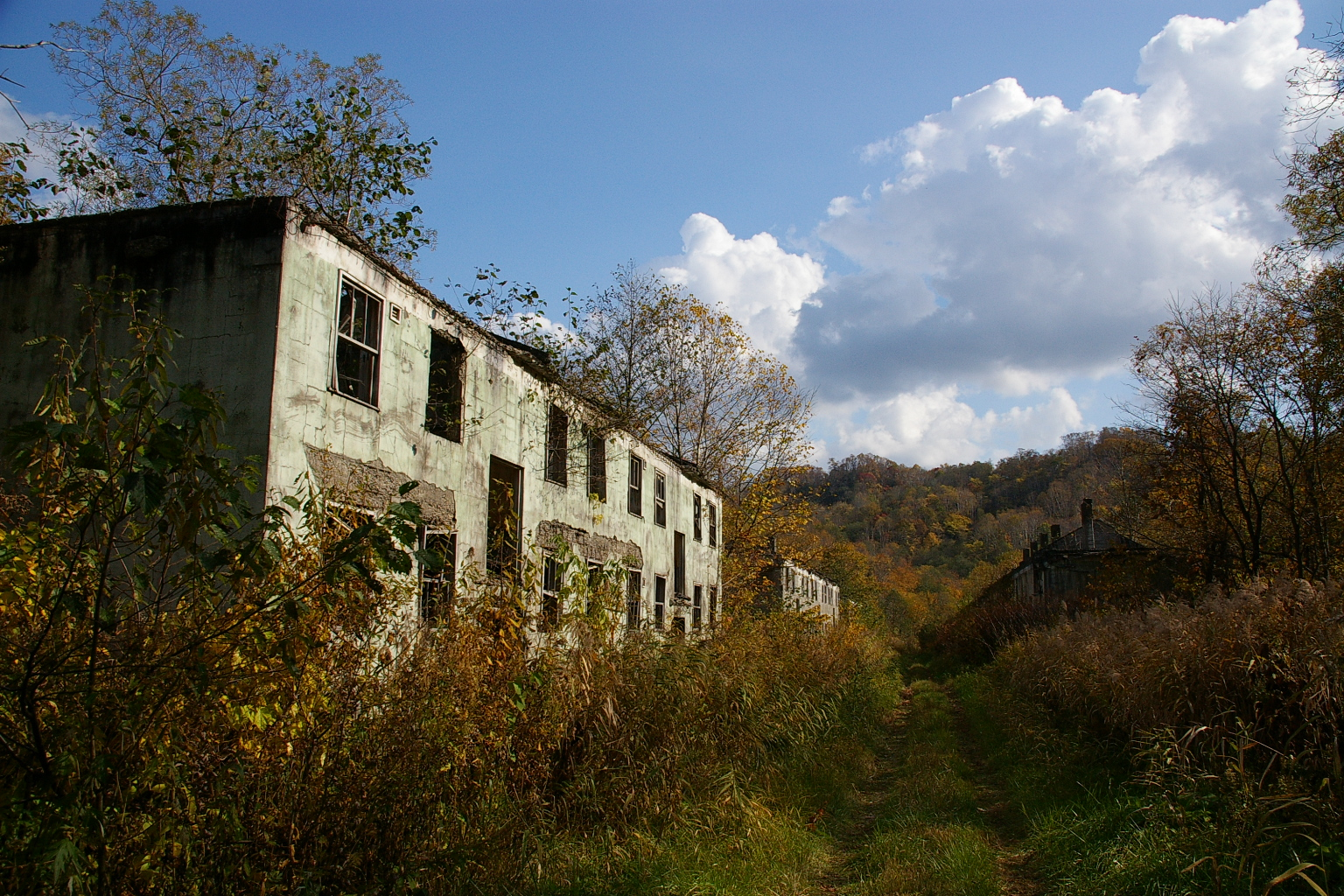
原明治礦業昭和礦業所（昭和煤礦）的礦工宿舍遺跡

沼田町（日语：／ Numata chō */?）為位於日本北海道空知綜合振興局北部的城鎮，隸屬雨龍郡。地處空知地區西北部、雨龍川北岸，南邊為三面環山的平原。當地以農業為主要產業。町內的惠比島站附近為NHK晨間小說連續劇鈴蘭的拍攝背景。町名源自北海道開拓時期在此最主要的開墾者沼田喜三郎的姓。

## 歷史
- 1894年：來自富山縣的沼田喜三郎帶領18戶移民團來到此地進行開墾[3]。
- 1914年4月1日：從北龍村（現在的北龍町）分村，設置上北龍村。
- 1918年4月3日：幌加内村（現在的幌加內町）從上北龍村分村。
- 1919年4月1日：成為北海道二級村。
- 1922年4月1日：改名為沼田村。
- 1939年4月1日：成為北海道一級村。
- 1947年7月1日：改制為沼田町。

## 交通

### 機場
- 旭川機場（位於東神樂町）

### 鐵路
- 北海道旅客鐵道
  - 留萌本線：石狩沼田車站 - 真布車站 - 惠比島車站
- 留萌鐵道（已停駛）
- 札沼線（轄區內路段已停駛）：北龍車站 - 五山車站

|  |

### 道路
| 高速國道 - 深川留萌自動車道：沼田交流道 一般國道 - 國道275號 | 道道 - 北海道道282號沼田妹背牛線 - 北海道道324號石狩沼田停車場線 - 北海道道428號奧美葉牛沼田線 - 北海道道549號峠下沼田線 - 北海道道628號小藤沼田線 - 北海道道867號達布石狩沼田停車場線 - 北海道道1007號惠比島旭町線 |

### 巴士
- 北海道中央巴士
  - 往瀧川方向
- 空知中央巴士
  - 往深川方向
- 沼田町營巴士

## 觀光
| - 幌新溫泉 - 明日萌車站（惠比島車站） - 萌之丘 - 沼田町化石館 | - 肉牛祭：8月第四個星期六 |

## 教育

### 高等學校
- 道立北海道沼田高等學校

| - 沼田町立沼田中學校 | - 沼田町立沼田小學校 |

## 姊妹市・友好都市

### 日本
- 小矢部市（富山縣）

### 海外
- 哈迪港（加拿大不列顛哥倫比亞）

## 本地出身之名人
- 寺島實郎：早稻田大學亞細亞太平洋研究科教授
- 細坪基佳：民謠歌手
- 工藤準基：札幌電視台播音員
- 壽光：音樂家

## 外部連結
- （日語）沼田町化石館
- （日語）沼田町商工會青年部
- （日語）沼田警察署